# Weronika Murek
Weronika Murek est une dramaturge, nouvelliste et essayiste polonaise.

## Biographie
Weronika Murek est née en 1989 à Bytom. Elle est diplômée de la faculté de droit et d'administration de l'Université de Silésie. Elle a écrit des pièces de théâtre, des nouvelles et des essais.
Les œuvres de Murek ont été traduites en tchèque, en français, en serbe et en hongrois.

## Œuvres
- Uprawa roślin południowych metodą Miczurina, 2015
- Każdemu po razie, 2016[4]
- Feinweinblein, 2019
- Dziewczynki: kilka esejów o stawaniu się, 2023[5]